# Axel Wilhelm Qvarnström

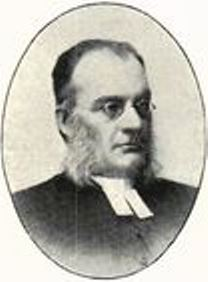
Axel Wilhelm Qvarnström.

Axel Wilhelm Qvarnström, A.W. Qvarnström, född 19 januari 1845 i Stockholm, död den 16 februari 1927, var en svensk präst.
Qvarnström blev student vid Uppsala universitet 1863, prästvigdes 1867, blev kateket i Stockholm 1868, kapellpredikant i Åmots kapellförsamling 1869, komminister i Segersta församling 1871 och i Söderala församling 1882, kyrkoherde där 1892, var kontraktsprost 1904–1914 och blev emeritus 1921. Han blev inspektor för lägre allmänna läroverket i Söderhamn och för elementarläroverket för flickor där 1894.
Qvarnström utgav Anteckningar om Söderala socken i Gefleborgs län, efter äldre och nyare tryckta och otryckta källor utgifna (1901–1904, ny upplaga 1957), Medeltidsmålningarne i Söderala kyrka (1911) samt i översättning från tyskan Hermann Theodor Wangemanns Bilder ur lifvet i Sydafrika (Söderhamn, 1877).